# Dolichognatha richardi
Dolichognatha richardi är en spindelart som först beskrevs av Marples 1955.  Dolichognatha richardi ingår i släktet Dolichognatha och familjen käkspindlar.
Artens utbredningsområde är Samoa. Inga underarter finns listade i Catalogue of Life.